# Fam de Ruzagayura
La fam de Ruzagayura va ser una gran fam que es va produir en el mandat belga de Ruanda-Urundi (actualment Ruanda i Burundi) durant la Segona Guerra Mundial. Va provocar una gran quantitat de morts i una enorme migració de població fora del territori i al veí Congo Belga i les seves zones circumdants. La fam es considera que va començar a l'octubre de 1943 i va acabar el desembre de 1944.
La causa principal de la fam va ser diversos períodes perllongats de sequera a la regió a principis de 1943. Tanmateix, el problema es va veure agreujat pels intents de les autoritats colonials d'enviar productes agrícoles al Congo belga com a part de l'esforç de guerra aliat en la Segona Guerra Mundial.
L'administració colonial, juntament amb missioners cristians, va començar a transportar menjar a un punt de subministrament a Usumbura. El rei ruandès Mutara III Rudahigwa va enviar ajuda a la regió afectada.
En el moment que va acabar la fam, el desembre de 1944, entre 36.000 i 50,000 persones (entre un cinquè i un terç de la població regional total) van morir de fam al territori.
Alguns centenars de milers d'habitants van emigrar de Ruanda-Urundi, majoritàriament al Congo belga, però també a la Uganda britànica. La migració també va servir per crear una major inestabilitat política a les zones afectades per l'afluència massiva de ruandesos.